# Parque nacional natural Pisba
El Parque Nacional Natural Páramo de Pisba se encuentra ubicado en la Cordillera Oriental en la Región Andina de los Andes en Colombia. Consiste en ecosistemas de montaña, como los bosques de niebla y páramo. Aporta a los ríos Pauto y Cravo Sur, además de poseer varias lagunas de origen glaciar.
Su superficie forma parte del departamento de Boyacá. Los municipios más cercanos son Jericó, Socotá, Socha, Tasco y Mongua.

## Hechos históricos
A partir de 1810 varias juntas autonomistas e independentistas se crean en la Nueva Granada (actual Colombia) en lo que pasó a conocerse como Gritos independentistas. Sin embargo, retomado el poder en España por Fernando VII, este envió una expedición de reconquista en 1815. El virreinato reinstaurado castigó duramente a los criollos que participaron de los levantamientos (patriotas) consolidándose un régimen del terror al mando del virrey Juan de Sámano.
Varios grupos patriotas sobrevivieron entre ellos Francisco de Paula Santander, bien como guerrillas, bien formando grandes ejércitos en zonas como los Llanos. En 1819, un ejército proveniente de los llanos y comandado por Francisco de Paula Santander quien cruza primero y Simón Bolívar quien lo hace 3 días después, asciende la Cordillera Oriental por el Páramo de Pisba y derrota al ejército realista en las batallas del Pantano de Vargas y el Puente de Boyacá de esta manera se crea la Gran Colombia (hoy dividida en las repúblicas de Colombia, Ecuador, Panamá y Venezuela).